# Pegnitz (ville)
Pour les articles homonymes, voir Pegnitz.
Pegnitz est une ville de Bavière (Allemagne), située dans l'arrondissement de Bayreuth, dans le district de Haute-Franconie. Elle a été reconnue en tant que ville en 1355 par l'empereur Charles IV. Elle est jumelée avec la ville de Guyancourt (France).